# Camponotus cressoni
Camponotus cressoni är en myrart som beskrevs av Andre 1887. Camponotus cressoni ingår i släktet hästmyror, och familjen myror.

## Underarter
Arten delas in i följande underarter:
- C. c. cressoni
- C. c. purensis